# Jeanne Bourrillon-Tournay
Jeanne Bourrillon-Tournay, née le 28 novembre 1867 à Paris (12e arrondissement) et morte à Paris (8e arrondissement) le 11 octobre 1932, est une peintre française portraitiste.

## Biographie
Jeanne Eugénie Tournay est la fille de Charles Jean Tournay, chef de bureau à la préfecture de la Seine, et d'Augustine Massart, qui la légitiment lors de leur mariage en 1869.
Après une formation diversifiée auprès de Mademoiselle Barrois Destigny, du sculpteur Emmanuel Frémiet et de Paul Pujol, elle devient élève de Ferdinand Humbert, de Gaston Casimir Saint-Pierre et de Frédéric Lauth. Elle expose dès 1888 à l'Exposition internationale de blanc et noir. En 1890, elle reçoit une des bourses du département de la Seine destinées à de jeunes artistes sans fortune. Elle expose en 1895 à la Société des amis des arts de Seine & Oise au château de Versailles et à l'Union des femmes peintres et sculpteurs (2e prix en 1896, 1er prix en 1899) dont elle sera membre du Comité à partir de 1899. Elle accroche au Salon des artistes français de 1896 à 1932 (mention honorable en 1896, 3e médaille en 1904, médaille d'or en 1914, Hors-Concours en 1922),,. Elle est membre depuis 1920 environ du Comité de la Société amicale des peintres et sculpteurs français.
En 1895, elle est professeur pour les écoles de la ville de Paris ; elle reçoit les palmes académiques en 1897 et est nommée officier de l'Instruction publique en 1902.

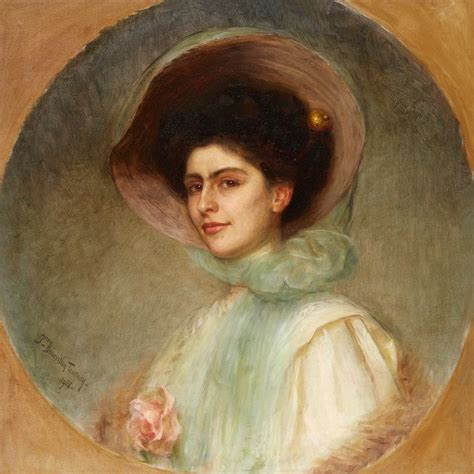
Jeanne Bourillon-Tournay, Portrait de jeune femme, huile sur toile diam. 76 cm.

Elle s'adonne essentiellement au portrait, dans un style proche de ceux du XVIIIe siècle, réalise en particulier ceux d'autres femmes peintres (Marguerite Turner, Marguerite Arosa, etc.) ou de notables ; en 1896, elle réalise en particulier le portrait du député de la Lozère, le docteur Maurice Bourrillon, futur directeur de l'asile national de Vincennes, qu'elle épouse en novembre 1899 à Paris (Ferdinand Humbert et Gaston Casimir Saint-Pierre sont témoins du mariage).
Elle est veuve en 1926. Elle réside la même année au 112 de la rue d'Assas, dans le 6e arrondissement, maison qui sera sa résidence principale jusqu'à son décès, en haut de laquelle André Derain fait construire un majestueux atelier vers 1930, et qui sera en 1936 occupée par Léopold Lévy.
Elle expose encore au Salon de 1932, mais, malade depuis plusieurs années, décède en octobre de la même année à l'âge de 64 ans dans une clinique du 8e arrondissement,.

## Principaux Salons et expositions

### Exposition internationale de blanc et noir
- 1888 : Portrait de Monsieur Gabriel G.[3].
- 1890 : Portrait du Docteur Georges Martin ; portrait de Mademoiselle Gabrielle[4].

### Salon de l'Union des Femmes peintres et sculpteurs
- Salon de 1895
- Salon de 1896 : Portrait de Madame Clovis Hugues, n° 852, huile (2e prix)[21].
- Salon de 1898
- Salon de 1909 : Portrait de Jeanne Lauvernay-Petitjean[22].
- Salon de 1913 : Portrait de Madame Léonce Adam.

### Salon des artistes français
- Salon de 1896[23]
- Salon de 1898 (pastel)[24]
- Salon de 1899
- Salon de 1900
- Salon de 1903
- Salon de 1904
- Salon de 1911 : Portrait de Madame Bezard-Peraté[25].
- Salon de 1920 : Portrait de Gabrielle Debillemont-Chardon[26].
- Salon de 1932 : Portrait de Mademoiselle Ameline.

### Société nationale des beaux-arts
- Salon de 1904 : Portrait de Madame B.[27]

## Œuvres dans les collections publiques
- Boulogne-sur-Mer, Château-Musée : Portrait de Madame B.[28].
- Lisieux, Musée d'Art et d'Histoire[29].
- Mende, Musée du Gévaudan : Portrait du sénateur Théophile Roussel (1898)[27].